# Banana Daurada

La Banana Daurada

La Banana Daurada, també denominada Cinturó del Sol (en anglès, Sunbelt), és el nom donat a l'àrea densament poblada i urbanitzada que s'estén entre Cartagènia a l'oest i Gènova a l'est al llarg de la costa de la mar Mediterrània. Aquest terme és usat pels analistes per referir-se a diferents fenòmens d'urbanització a Europa. Va ser encunyat el 1995 en el Report Europe 2000 fet per la Comissió Europea, com analogia a l'àrea denominada Banana Blava.
La regió destaca per la seva importància en les activitats relacionades amb les Tecnologies de la Informació i la Comunicació (TIC), la Indústria i per ser una destinació turística de primer nivell.